# Helictes conspicuus
Helictes conspicuus là một loài tò vò trong họ Ichneumonidae.